# Chabelo y Pepito contra los monstruos
Chabelo y Pepito contra los monstruos es una película de comedia, terror y ciencia ficción mexicana de 1973, dirigida por José Estrada y protagonizada por Xavier López "Chabelo" y Martín Ramos "Pepito". Esta película es la segunda parte de una trilogía de películas protagonizadas por Chabelo y Pepito, que empezó con Pepito y la Lámpara Maravillosa (1972) y finalizó con Chabelo y Pepito Detectives (1974).

## Trama
Pepito y Chabelo son dos primos quienes, durante una excursión con los Boy Scout, se separan del grupo para ir a buscar un gorila por el cual  ofrecen una recompensa de $500 pesos.
Durante su recorrido, el gorila es quien los encuentra y se ven forzados a escapar dejando todo su equipo atrás, poco a poco se adentran en una misteriosa cueva en la cual se encuentran a La Momia, El Monstruo de la Laguna Negra, Frankenstein, El Hombre Lobo y Drácula. Mientras tanto, el equipo decide seguir el rastro de los chicos urgidos por la hermana de Pepito a encontrarlos.
Conforme avanzan por la cueva, el gorila se enfrenta al Monstruo de la Laguna Negra y muere en la pelea ante el horror de los niños, quienes, perseguidos por el Monstruo, llegan a un pozo de serpientes. Los chicos logran engañar al monstruo y este cae en el pozo de las serpientes revelando a los chicos que es tan solo un robot. Siguiendo la cueva llegan a una casa embrujada y por error descubren que tanto la casa embrujada, la cueva y los monstruos son solo un truco para espantar a los viajeros, debido a que ahí se oculta un grupo de maleantes que traficaban con Uranio llamado Spectrum.
El resto de la tropa llega antes que Chabelo y Pepito y son atrapados por Spectrum y el resto de los monstruos. Sin embargo, el ingenio de los dos niños logran hacer que Spectrum termine liberando a los prisioneros y huyen cuando la policía, advertida por uno de los niños, llega al lugar.
La policía recompensa a Chabelo y Pepito nombrándolos agentes especiales, sin embargo, esto no detiene a Chabelo de lanzarse desesperadamente a las mochilas de sus compañeros para comerse sus provisiones, ya que este llevaba dos días sin comer.

## Reparto
- Xavier López Rodriguez como Chabelo
- Martín Ramos Arévalo como Pepito (doblado por María Luisa Alcalá)
- Silvia Pasquel como Alicia, hermana de Pepito
- Pedro Regueiro como Gerardo
- Emma Grisse como madre de Pepito
- Manuel Cepeda como Mounstruo
- Nathanael León "Frankenstein" como Spectrum 2
- Eduardo Cassab como Spectrum 5
- Ramiro Orcí como agente de policía
- Con la colaboración del grupo 57 de la Asociación de Scouts de México